# ガメトゴニー
ガメトゴニー（英: gametogony）、生殖体形成（せいしょくたいけいせい）は単細胞寄生生物の増殖相の1つで、有性生殖のため配偶子を形成する過程。ガメトゴニーを行う細胞を生殖母体（せいしょくぼたい）、ガモント(gamont)またはガメトサイト(gametocyte)といい、生じる配偶子は生殖体（せいしょくたい）、ガメート(gamete)と呼ぶ。
雌雄の配偶子が形態的に類似している場合を同型配偶(isogamy)、雌雄差が明瞭にある場合を異型配偶(anisogamy)と呼ぶ。

## アピコンプレックス門
分類群によってガメトゴニーの様式は大きく異なる。
グレガリナ類の場合はメロゴニーを行わないことが一般的で、宿主体内に入ったスポロゾイトが細胞に付着または侵入してガメトゴニーを開始する。同型配偶であり、充分発達したガモントは連接（syzygy）により雌雄で対をなしガメトシスト(gametocyst)を形成する。その後ガメトシストの内部で雌雄それぞれの生殖体が多数形成され接合を行う。
コクシジウム類の場合はメロゾイトの一部が雌雄の生殖母体へと分化してガメトゴニーを行う。異型配偶で、大型の方を雌性生殖体(macrogamete)、小型の方を雄性生殖体(microgamete)とする。コクシジウムのうちアデレア類では雌雄差はそれほど明瞭ではなく、いずれも不動性でグレガリナ類に似た連接を行う。これに対してアイメリア類では卵生殖に近く、雌性生殖母体は不動性のまま雌性生殖体となるのに対し、雄性生殖母体は多数の雄性生殖体となり鞭毛により運動して雌性生殖体と接合する。